# Traject
Een traject  is de afgelegde of af te leggen weg van een voorwerp door een ruimte. Afhankelijk van de context kan de omgekeerde richting als hetzelfde of een ander traject worden beschouwd. Traject komt van het Latijnse voltooide deelwoord transiectum, van trans en iacere: iets ergens doorheen gooien.
Wiskundig kan verder onderscheid worden gemaakt tussen enerzijds een kromme, die een aaneensluitende verzameling posities vormt, eventueel met informatie over de volgorde waarin die worden doorlopen, en anderzijds een plaatstijdfunctie, waaruit ook de snelheid in iedere fase van het traject volgt. Een traject heeft meestal een beginpunt en een eindpunt, maar kan ook naar een of beide zijden onbegrensd zijn, zoals de Voyager 1 en Voyager 2 die op hun reis het heelal in alleen een beginpunt hebben.

## Voorbeelden
- Baan van een hemellichaam
- Kogelbaan
- Pad wiskundig gedefinieerd
- Traject van een vliegtuig